# 烈火
『烈火』（れっか）は、2005年2月15日にアルファ・エンタープライズから発売された、日本の女性レゲエ歌手・leccaの音楽アルバム。

## 解説
全14曲のフルアルバムとして世に送り出されたこの一枚は、同歌手にとって初のアルバムであったと同時に、同歌手のインディーズへのデビュー作でもあった。
内に収録した2楽曲においてPANGというレゲエミュージシャンと共演。HMVのインディーズ部門におけるレゲエおよびスカを対象とした音楽チャートで10位を記録した。

## 収録曲
※特記のない限り、作詞・作曲は、lecca
1. 女パリカリ
2. 風と木の歌
作詞：lecca、作曲：Kazuya Komatsu & NAHKI
3. BEAST BOY
作詞：lecca、作曲：Kazuya Komatsu & NAHKI
4. HEY MISS feat. PANG
5. LOVERS
6. 恋心のリハビリテーション
7. NO.2
8. みらい
9. シングルトン・ロード
10. QUEEN'S ANTHEM feat. PANG
11. ノボレ
12. DESIRE
13. 良い、酔い、宵
14. おやすみ